# Tiro con arco en los XXI Juegos Centroamericanos y del Caribe
Se detallan los resultados de las competiciones deportivas para la especialidad de Tiro con arco
en los XXI Juegos Centroamericanos y del Caribe.

## Tiro con arco
El campeón de la especialidad Tiro con arco fue  México.

### Medallero
Los resultados del medallero por información de la Organización de los Juegos Mayagüez 2010
fueron:

#### Medallero Total
País anfitrión en negrilla. La tabla se encuentra ordenada por la cantidad de medallas de oro.
| Núm.  | País                 | Oro | Plata | Bronce | Total | Orden por Total |
| ----- | -------------------- | --- | ----- | ------ | ----- | --------------- |
| 1     | México               | 18  | 14    | 11     | 43    | 1               |
| 2     | Venezuela            | 6   | 3     | 6      | 15    | 3               |
| 3     | El Salvador          | 4   | 8     | 4      | 16    | 2               |
| 4     | Colombia             | 1   | 4     | 4      | 9     | 4               |
| 5     | Puerto Rico          | 1   | 2     | 2      | 5     | 5               |
| 6     | República Dominicana | 0   | 0     | 2      | 2     | 6               |
| TOTAL | TOTAL                | 30  | 31    | 29     | 90    |                 |

Fuente: Organización de los XXI Juegos Centroamericanos y del Caribe

#### Medallero por Género
País anfitrión en negrilla. La tabla se encuentra ordenada por la cantidad de medallas de oro.
| Clasificación por Oro | País                 | Hombres | Hombres | Hombres | Hombres | Mujeres | Mujeres | Mujeres | Mujeres | Mixtos | Mixtos | Mixtos | Mixtos | TOTAL | Clasificación por Total |
| Clasificación por Oro | País                 |         |         |         | Total   |         |         |         | Total   |        |        |        | Total  | TOTAL | Clasificación por Total |
| 1                     | México               | 8       | 4       | 3       | 15      | 9       | 10      | 7       | 26      | 1      | 0      | 1      | 2      | 43    | 1                       |
| 2                     | Venezuela            | 1       | 2       | 2       | 5       | 4       | 0       | 4       | 8       | 1      | 1      | 0      | 2      | 15    | 3                       |
| 3                     | El Salvador          | 4       | 7       | 4       | 15      | 0       | 0       | 0       | 0       | 0      | 1      | 0      | 1      | 16    | 2                       |
| 4                     | Colombia             | 0       | 0       | 1       | 1       | 1       | 4       | 2       | 7       | 0      | 0      | 1      | 1      | 9     | 4                       |
| 5                     | Puerto Rico          | 1       | 2       | 1       | 4       | 0       | 0       | 1       | 1       | 0      | 0      | 0      | 0      | 5     | 5                       |
| 6                     | República Dominicana | 0       | 0       | 2       | 2       | 0       | 0       | 0       | 0       | 0      | 0      | 0      | 0      | 2     | 6                       |
| TOTAL                 | TOTAL                | 14      | 15      | 13      | 42      | 14      | 14      | 14      | 42      | 2      | 2      | 2      | 6      | 90    |                         |

Fuente: Organización de los XXI Juegos Centroamericanos y del Caribe

### Múltiples Ganadores
El tablero de multimedallas para la de los XXI Juegos Centroamericanos y del Caribe Mayagüez 2010 
presenta a los deportistas destacados que conquistaron más de una medalla en las competiciones de Tiro con arco realizadas en Mayagüez, Puerto Rico.
Fuente: 
Organización de los XXI Juegos Centroamericanos y del Caribe Mayagüez 2010. 
| Clasificación del País | Clasificación del Total | Deportista        | País        | Disciplina    |   |   |   | Total |
| 1                      | 1                       | Juan Serrano      | México      | Tiro con arco | 8 | 0 | 0 | 8     |
| 2                      | 2                       | Aída Roman        | México      | Tiro con arco | 7 | 1 | 0 | 8     |
| 3                      | 6                       | Olga Bosch        | Venezuela   | Tiro con arco | 5 | 0 | 2 | 7     |
| 4                      | 8                       | Jorge Jiménez     | El Salvador | Tiro con arco | 4 | 3 | 0 | 7     |
| 5                      | 56                      | Linda Ochoa       | México      | Tiro con arco | 2 | 5 | 1 | 8     |
| 6                      | 130                     | Ana Crisanto      | México      | Tiro con arco | 1 | 3 | 3 | 7     |
| 6                      | 130                     | Natalia Sánchez   | Colombia    | Tiro con arco | 1 | 3 | 3 | 7     |
| 8                      | 132                     | Pedro Vivas       | México      | Tiro con arco | 1 | 3 | 2 | 6     |
| 9                      | 137                     | Daniel Castro     | Puerto Rico | Tiro con arco | 1 | 2 | 1 | 4     |
| 10                     | 142                     | Roberto Hernández | El Salvador | Tiro con arco | 1 | 2 | 0 | 3     |
| 11                     | 156                     | Leandro Rojas     | Venezuela   | Tiro con arco | 1 | 1 | 1 | 3     |
| 12                     | 174                     | Ana Rendón        | Colombia    | Tiro con arco | 1 | 1 | 0 | 2     |